# Naif Almas
Naif Almas (en árabe: نايف ألماس‎; Riad, 18 de enero de 2000) es un futbolista saudí que juega en la demarcación de defensa para el Al-Fayha F. C. de la Liga Profesional Saudí.

## Selección nacional
Tras jugar con la selección de fútbol sub-16 de Arabia Saudita, la sub-20 y la sub-23, finalmente hizo su debut con la selección absoluta el 4 de diciembre de 2021 en un encuentro de la Copa Árabe de la FIFA 2021 contra Palestina que finalizó con un resultado de empate a uno tras el gol de Mohammed Rashid para el combinado palestino, y de Abdullah Al-Hamdan para Arabia Saudita.

## Clubes
| Club                    | País           | Año       | Partidos | Goles |
| ----------------------- | -------------- | --------- | -------- | ----- |
| Al Nassr F. C.          | Arabia Saudita | 2019-2020 | 8        | 0     |
| Al Batin F. C. (cedido) | Arabia Saudita | 2020-2021 | 13       | 0     |
| Al Nassr F. C.          | Arabia Saudita | 2021-2022 | 0        | 0     |
| Al-Fayha F. C.          | Arabia Saudita | 2022-     | 0        | 0     |